# Heliconius aulicus
Heliconius aulicus är en fjärilsart som beskrevs av Gustav Weymer 1884. Heliconius aulicus ingår i släktet Heliconius och familjen praktfjärilar. Inga underarter finns listade i Catalogue of Life.